# IC 4919
IC 4919 ist eine Balken-Spiralgalaxie vom Hubble-Typ SBd im Sternbild Teleskop am Südsternhimmel. Sie ist rund 188 Millionen Lichtjahre von der Milchstraße entfernt und hat einen Durchmesser von etwa 85.000 Lichtjahren. 

Im selben Himmelsareal befinden sich u. a. die Galaxien NGC 6848, NGC 6850, IC 4908, IC 4933.
Die Typ-Ia-Supernova SN 1991ag wurde hier beobachtet.
Das Objekt wurde am 3. Oktober 1901 von DeLisle Stewart entdeckt.